# お誕生日おめでとう (秋田放送)
お誕生日おめでとう（おたんじょうびおめでとう）は、秋田放送で製作されているラジオ番組である。

## 概要
- 本放送：月曜－金曜 11:30-11:35、土・日曜 16:50-16:55
- 再放送：月曜－金曜 16:50-16:55（土・日曜は再放送はない）

の時間帯で放送されている。秋田放送の前身たるラジオ東北の頃から存在している番組である。
親しい人や親戚などからの祝福のはがきを募り、それを誕生日の人物に向けてお祝いのメッセージとして女性アナウンサーが紹介する形で放送している。特に子供、孫に向けてのものが多い。採用されると秋田市のケーキ店のギフト券がプレゼントされていたが、2006年（平成18年）11月現在はない。
また、番組のホームページは開設されているが、開設当初はハガキのみの受付とし、電子メールやFAX、放送局への持参での受付は行わないこととなっていたが、2023年10月現在は電子メールでの応募も専用フォームから可能となった。
メッセージは、誕生日の原則として4日前までに秋田放送ラジオに必着することになっている。これは一定期間分の番組をまとめて収録しているためである。なお郵便事情が煩雑になるゴールデンウイークや年末年始などは郵送での締め切りについては例外がある。
この種の番組は全国各地のラジオ番組の1コーナーやメッセージとして読まれることが多いが、当番組のように完全に独立した番組として放送されていることは珍しい。このような形で放送されているのは他に長崎放送があり茨城放送でも2020年12月まで放送されていた。

## リンク
- お誕生日おめでとう　- 秋田放送公式